# Révolution démocratique
Révolution démocratique (en espagnol : Revolución Democrática) est un ancien parti politique chilien de gauche, fondé en 2012 par des meneurs du mouvement étudiant de 2011, notamment le député Giorgio Jackson, figure publique la plus connue du parti. Leurs principes sont basés sur la défense de la démocratie participative et la résistance face au néolibéralisme. Il disparaît en 2024 et fusionne avec Convergence sociale pour former le Front large.

## Historique
Le mouvement est fondé en janvier 2012, rassemblant plus de 4 000 soutiens la première semaine.
Il présente trois candidats aux élections parlementaires de 2013, remportant un siège dans la Chambre des députés, l'ancien meneur étudiant Giorgio Jackson. Le mouvement n'apporte son soutien à aucun des candidats à l'élection présidentielle de 2013, bien que la majorité du mouvement a appelé à voter pour Michelle Bachelet au second. 
Durant l'année 2015, les membres du mouvement décident de lancer les démarches pour devenir un parti. Après avoir récolté les signatures à travers le pays, ils sont acceptés officiellement comme un parti en 2016. Devenu un parti officiellement enregistré, il présente des candidats aux élections municipales de 2016, obtenant neuf sièges de conseillers municipaux.
Aux élections parlementaires de 2017, le parti obtient dix sièges de députés, incluant Catalina Pérez, présidente du mouvement à partir de 2019, et un de sénateur.

## Liste des dirigeants de RD
- 2012-2013 : Miguel Crispi
- 2014-2015 : Pablo Paredes Muñoz
- 2015-2016 : Sebastián Depolo
- 2017-2018 : Rodrigo Echecopar
- 2019-2021 : Catalina Pérez Salinas
- 2021-2022 : Margarita Portuguez
- 2022-2023 : Juan Ignacio Latorre
- 2023-2024 : Diego Vela

## Résultats électoraux

### Élections présidentielles
| Année | Candidat        | Premier tour | Premier tour | Premier tour | Second tour | Second tour | Second tour |
| Année | Candidat        | Voix         | %            | Rang         | Voix        | %           | Rang        |
| ----- | --------------- | ------------ | ------------ | ------------ | ----------- | ----------- | ----------- |
| 2017  | Beatriz Sánchez | 1 338 037    | 20,27        | 3e           |             |             |             |

Note : Beatriz Sánchez est une candidate indépendante soutenue par le Front large, coalition dont Révolution démocratique est membre.

### Élections parlementaires
| Élection | Députés | Députés    | Députés  | Sénateurs | Sénateurs  | Sénateurs |
| Élection | Votes   | % de votes | Sièges   | Votes     | % de votes | Sièges    |
| -------- | ------- | ---------- | -------- | --------- | ---------- | --------- |
| 2017     | 308 517 | 5,89       | 10 / 155 | 34 420    | 2,3        | 1 / 43    |

### Élections régionales
| Élection | Votes   | % de votes | Sièges   |
| -------- | ------- | ---------- | -------- |
| 2017     | 302 812 | 5,21       | 10 / 278 |

### Élections municipales
| Élection | Alcaldes | Alcaldes   | Alcaldes | Conseillers | Conseillers | Conseillers |
| Élection | Votes    | % de votes | Sièges   | Votes       | % de votes  | Sièges      |
| -------- | -------- | ---------- | -------- | ----------- | ----------- | ----------- |
| 2016     | 11 913   | 0,25       | 0 / 345  | 62 348      | 1,37        | 8 / 2240    |